# Cut-the-knot
cut-the-knot è un sito web dedicato alla divulgazione di una grande varietà di argomenti matematici amministrato da Alexander Bogomolny fino alla sua scomparsa l'8 luglio 2018.
Il sito ha vinto più di 20 premi per pubblicazioni scientifiche e divulgative, incluso uno Scientific American Web Award nel 2003, l'Internet Guide Award dell'Encyclopedia Britannica, ed il NetWatch award di Science. Il suo nome è legato alla leggenda sulla soluzione del problema del nodo gordiano da parte di Alessandro Magno.
Il manifesto di cut-the-knot afferma che:
(Manifesto di cut-the-knot)
e descrive il sito come:
(Manifesto di cut-the-knot)
Il sito è pensato per insegnanti, bambini e genitori, e chiunque altro sia curioso di matematica, con l'intento di insegnare, stimolare l'interesse e suscitare curiosità. Molte idee matematiche vengono illustrate tramite applet.